# Szócikk
Szócikknek nevezik a lexikonokban, illetve enciklopédiákban és szótárakban található egységeket, amelyek általában egy fogalmat (egy szót vagy szókapcsolatot) határoznak meg, több-kevesebb részletességgel.

## Enciklopédiában
Bár sokan az enciklopédia és lexikon fogalmakat azonos értelemben használják, a hagyomány szerint az enciklopédiában a szócikkek általában hosszabbak, részletesebbek, illetve a tárgyszavak átfogóbb jelentésűek, mint a lexikonoknál. A cikk egy fogalom köré épül fel, és ha a fogalom megnevezésére több szó is létezik, azoknak egy közös cikkben a helyük. Viszont ha ugyanannak a szónak több jelentése is lehet, akkor azokat más és más cikk fogja tárgyalni egy lexikonban vagy egy enciklopédiában.

## Szótárban
Ettől kissé eltérő a szótári szócikk, mely egy szó jelentését, alakjait, eredetét tartalmazza, de nem tartalmaz részletes leírást, háttértörténetet; inkább a szó nyelvtani elemzését és használatát mutatja. A szótárban egy szó különböző jelentései egy közös szócikkben kapnak helyet, viszont ha egy fogalomra többféle szó is létezik, azok külön cikket kapnak.